# Anusorn Phrmprasit
Anusorn Phrmprasit (thailändisch อนุสรณ์ พรมประสิทธิ์; * 2. August 1986) ist ein thailändischer Fußballspieler.

## Karriere
Anusorn Phrmprasit stand bis Saisonende 2019 beim Royal Thai Army FC. Wo er vorher gespielt hat, ist unbekannt. Der Verein aus der thailändischen Hauptstadt Bangkok spielte in der dritten Liga, der Thai League 3. Hier trat der Verein in der Lower Region an. 2020 wechselte er nach Kanchanaburi zum ebenfalls in der dritten Liga spielenden Muangkan United FC. Zuletzt spielte er mit Muangkan in der Western Region der dritten Liga. Am Ende der Saison feierte er mit Muangkan die Meisterschaft der Region. In den anschließenden Aufstiegsspielen wurde man Erster der National Championship Lower und stieg in die zweite Liga auf. Sein Zweitligadebüt für Muangkan gab Anusorn Phrmprasit am 4. September 2021 (1. Spieltag) im Auswärtsspiel gegen den Lampang FC. Hier wurde er in der 82. Minute für Tatchanon Nakarawong eingewechselt. Das Spiel endete 1:1. Für Muangkan absolvierte er 29 Zweitligaspiele. Im Juni 2022 wechselte er zum ebenfalls in Kanchanaburi beheimateten Drittligisten Dragon Pathumwan Kanchanaburi FC. Mit dem Klub spielte er in der Western Region der Liga. Am Ende der Saison feierte man die Meisterschaft der Region sowie den Aufstieg in die zweite Liga. Am 15. Juni 2024 stand er mit Kanchanaburi im Finale des FA Cup. Das Spiel gegen den Erstligisten Bangkok United verlor man nach Elfmeterschießen. Nach insgesamt 45 Ligaspielen kehrte er im Sommer 2024 zu seinem ehemaligen Verein Royal Thai Army FC zurück. Mit dem Klub spielt er in der Western Region der dritten Liga.

## Erfolge
Muangkan United FC
- Thai League 3 – West: 2020/21  ▲

Dragon Pathumwan Kanchanaburi FC
- Thai League 3 – West: 2022/23  ▲
- Thailändischer Pokalfinalist: 2023/24